# 1613 v. Chr.
Portal Geschichte | Portal Biografien | Aktuelle Ereignisse | Jahreskalender | Tagesartikel

◄ |
18. Jahrhundert v. Chr. |
17. Jahrhundert v. Chr. |
16. Jahrhundert v. Chr. |
►

1600er v. Chr. |
1590er v. Chr. |
►

1613 v. Chr. |
1612 v. Chr. |
1611 v. Chr. |
1610 v. Chr. |
► |
►►

## Ereignisse

### Babylonien
- Im babylonischen Kalender fällt das babylonische Neujahr des 1. Nisannu auf den 12.–13. März[1], der Vollmond im Nisannu auf den 25.–26. März[1], der 1. Ululu II auf den 4.–5. September,[1] der 1. Tašritu auf den 4.–5. Oktober[1] und der 1. Araḫsamna auf den 3.–4. November.[1]
- Möglicher Beginn des 2. Regierungsjahres (1613–1612 v. Chr.) von Ammi-saduqa (mittel-mittel-kurze Chronologie):
  - Die Venus verschwand im Osten am 21. Araḫsamna.
  - Venusaufgang am 24. November (21. Araḫsamna: 23.–24. November) gegen 6:42 Uhr; Sonnenaufgang gegen 6:49 Uhr.[1]